# Basketligan 2006/2007
Basketligan 2006/2007. Solna Vikings vann grundserien i basket, men Plannja Basket blev svenska mästare.

## Grundserien
Grundserien hade 22 omgångar, och spelades 13 oktober 2006-12 januari 2007.
| Plats | Lag                       | Spelade | Vinster | Förluster | Poäng     | +/-  | Poäng |
| ----- | ------------------------- | ------- | ------- | --------- | --------- | ---- | ----- |
| 1     | Solna Vikings             | 22      | 17      | 5         | 2005-1909 | +96  | 34    |
| 2     | Plannja Basket            | 22      | 17      | 5         | 2028-1830 | +198 | 34    |
| 3     | Sundsvall Dragons         | 22      | 16      | 6         | 1977-1799 | +178 | 32    |
| 4     | Jämtland Basket           | 22      | 12      | 10        | 1948-1942 | +6   | 24    |
| 5     | 08 Stockholm Human Rights | 22      | 11      | 11        | 1825-1832 | -7   | 22    |
| 6     | Öresundskraft Basket      | 22      | 10      | 12        | 1947-1923 | +24  | 20    |
| 7     | Norrköping Dolphins       | 22      | 10      | 12        | 1987-1998 | -11  | 20    |
| 8     | Sallén Basket             | 22      | 9       | 13        | 1920-1924 | -4   | 18    |
| 9     | Gothia Basket             | 22      | 9       | 13        | 1895-1911 | -16  | 18    |
| 10    | Akropol BBK               | 22      | 8       | 14        | 1830-1980 | -150 | 16    |
| 11    | Södertälje Kings          | 22      | 7       | 15        | 1902-2039 | -137 | 14    |
| 12    | Ockelbo BBK               | 22      | 6       | 16        | 1801-1978 | -177 | 12    |

## Poolspel

### A1
| Plats | Lag                       | Spelade | Vinster | Förluster | Poäng     | +/-  | Poäng |
| ----- | ------------------------- | ------- | ------- | --------- | --------- | ---- | ----- |
| 1     | Solna Vikings             | 32      | 24      | 8         | 3013-2864 | +149 | 48    |
| 2     | Plannja Basket            | 32      | 24      | 8         | 2969-2657 | +312 | 48    |
| 3     | Sundsvall Dragons         | 32      | 20      | 12        | 2868-2714 | +154 | 40    |
| 4     | 08 Stockholm Human Rights | 32      | 17      | 15        | 2678-2636 | +42  | 34    |
| 5     | Öresundskraft Basket      | 32      | 14      | 18        | 2823-2855 | -32  | 28    |
| 6     | Jämtland Basket           | 32      | 14      | 18        | 2809-2929 | -120 | 28    |

### A2
| Plats | Lag                 | Spelade | Vinster | Förluster | Poäng     | +/-  | Poäng |
| ----- | ------------------- | ------- | ------- | --------- | --------- | ---- | ----- |
| 1     | Norrköping Dolphins | 32      | 18      | 14        | 2913-2889 | +24  | 36    |
| 2     | Sallén Basket       | 32      | 17      | 15        | 2815-2728 | +87  | 34    |
| 3     | Akropol BBK         | 32      | 13      | 19        | 2698-2853 | -155 | 26    |
| 4     | Gothia Basket       | 32      | 13      | 19        | 2750-2744 | +6   | 26    |
| 5     | Södertälje Kings    | 32      | 11      | 21        | 2868-2975 | -107 | 22    |
| 6     | Ockelbo BBK         | 32      | 7       | 25        | 2620-2980 | -360 | 14    |

## SM-slutspel

### Åttondelsfinaler
| Datum                                   | Match             | Resultat |
| --------------------------------------- | ----------------- | -------- |
| Sallén Basket - Akropol BBK (2 - 0)     |                   |          |
| 20 februari 2007                        | Sallén - Akropol  | 86 - 81  |
| 23 februari 2007                        | Akropol - Sallén  | 78 - 86  |
| Jämtland Basket - Gothia Basket (0 - 2) |                   |          |
| 20 februari 2007                        | Jämtland - Gothia | 91 - 97  |
| 23 februari 2007                        | Gothia - Jämtland | 87 - 77  |

### Kvartsfinaler
| Datum                                                    | Match                        | Resultat        |
| -------------------------------------------------------- | ---------------------------- | --------------- |
| 08 Stockholm Human Rights - Öresundskraft Basket (3 - 2) |                              |                 |
| 28 februari 2007                                         | 08 Stockholm - Öresundskraft | 93 - 82         |
| 3 mars 2007                                              | Öresundskraft - 08 Stockholm | 97 - 103        |
| 6 mars 2007                                              | 08 Stockholm - Öresundskraft | 81 - 87         |
| 8 mars 2007                                              | Öresundskraft - 08 Stockholm | 84 - 69         |
| 10 mars 2007                                             | 08 Stockholm - Öresundskraft | 110 - 95        |
| Plannja Basket - Gothia Basket (3 - 1)                   |                              |                 |
| 1 mars 2007                                              | Plannja - Gothia             | 99 - 77         |
| 3 mars 2007                                              | Gothia - Plannja             | 91 - 88         |
| 6 mars 2007                                              | Plannja - Gothia             | 98 - 82         |
| 8 mars 2007                                              | Gothia - Plannja             | 96 - 107        |
| Solna Vikings - Sallén Basket (3 - 0)                    |                              |                 |
| 1 mars 2007                                              | Solna - Sallén               | 85 - 68         |
| 4 mars 2007                                              | Sallén - Solna               | 92 - 95         |
| 6 mars 2007                                              | Solna - Sallén               | 116 - 97        |
| Sundsvall Dragons - Norrköping Dolphins (3 - 1)          |                              |                 |
| 1 mars 2007                                              | Sundsvall - Norrköping       | 95 - 100        |
| 3 mars 2007                                              | Norrköping - Sundsvall       | 109 - 111 e.fl. |
| 6 mars 2007                                              | Sundsvall - Norrköping       | 93 - 92 e.fl.   |
| 8 mars 2007                                              | Norrköping - Sundsvall       | 81 - 99         |

### Semifinaler
| Datum                                             | Match                | Resultat        |
| ------------------------------------------------- | -------------------- | --------------- |
| Plannja Basket - Sundsvall Dragons (3 - 0)        |                      |                 |
| 13 mars 2007                                      | Plannja - Sundsvall  | 85 - 74         |
| 15 mars 2007                                      | Sundsvall - Plannja  | 111 - 113 e.fl. |
| 18 mars 2007                                      | Plannja - Sundsvall  | 100 - 97        |
| Solna Vikings - 08 Stockholm Human Rights (1 - 3) |                      |                 |
| 13 mars 2007                                      | Solna - 08 Stockholm | 81 - 97         |
| 16 mars 2007                                      | 08 Stockholm - Solna | 91 - 72         |
| 18 mars 2007                                      | Solna - 08 Stockholm | 84 - 76         |
| 21 mars 2007                                      | 08 Stockholm - Solna | 97 - 93         |

### Finaler
| Datum                                              | Match                  | Resultat |
| -------------------------------------------------- | ---------------------- | -------- |
| Plannja Basket - 08 Stockholm Human Rights (4 - 2) |                        |          |
| 27 mars 2007                                       | Plannja - 08 Stockholm | 87 - 69  |
| 30 mars 2007                                       | 08 Stockholm - Plannja | 88 - 70  |
| 1 april 2007                                       | Plannja - 08 Stockholm | 91 - 78  |
| 3 april 2007                                       | 08 Stockholm - Plannja | 73 - 90  |
| 6 april 2007                                       | Plannja - 08 Stockholm | 81 - 84  |
| 8 april 2007                                       | 08 Stockholm - Plannja | 65 - 66  |